# Somalis

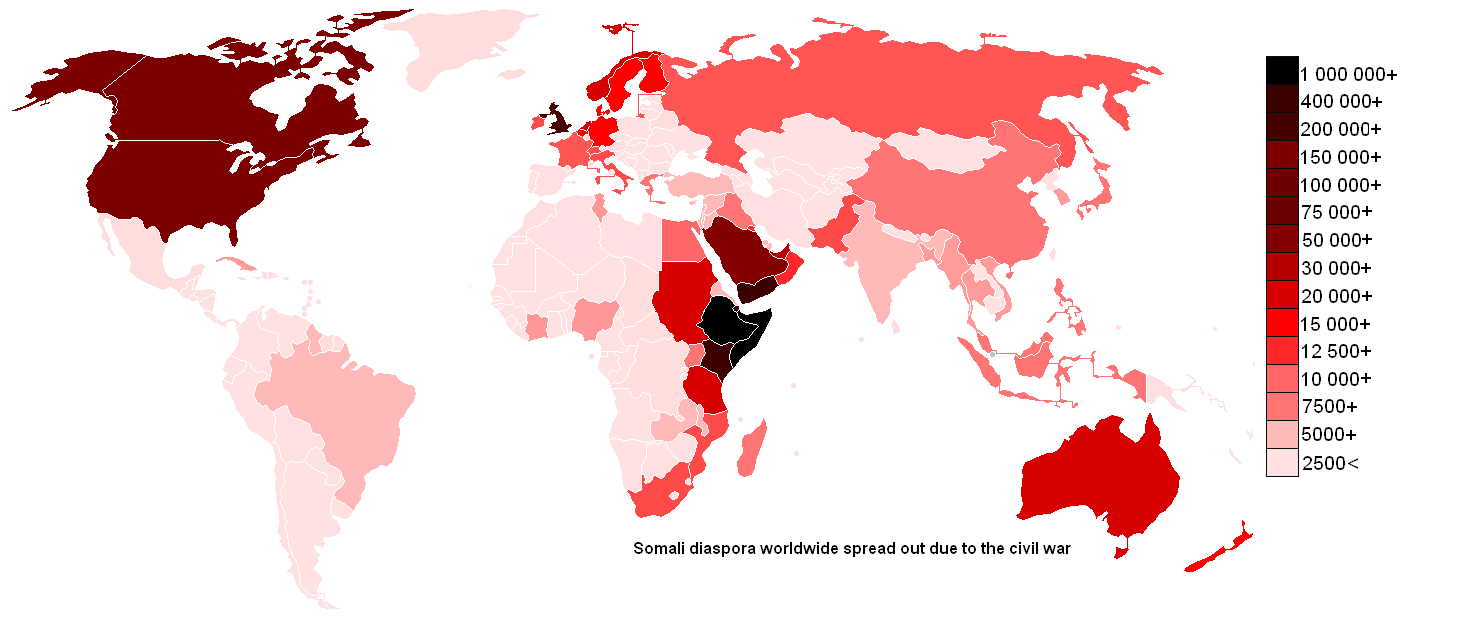
diàspora somali el 2006

Els somalis (en idioma somali: Soomaaliyeed, en àrab:الصوماليون) són un grup ètnic situats en la Banya d'Àfrica, també coneguda com la península somali. La immensa majoria dels somalis parlen somali. Els somalis ètnic són al voltant de 15-17 milions de persones i la majoria viuen a Somàlia (més de 10 milions) essent el 90% de la població de Somàlia. També es troben a Etiòpia (4,6 milions, Iemen (per sota d'un milió), Kenya (900,000), Djibouti (464,600), i en altres llocs del món especialment al Pròxim Orient, Amèrica del Nord i Europa..
El poble somali està tradicionalment compost per quatre grans confederacions o clans nobles. Aquests clans han sorgit d'un epònim antecessor comú anomenat Irir Samaale, que les genealogies orals fan descendir del profeta Mahoma. A aquestes quatre grans confederacions s'afegeix la dels Sab assentats en les terres fèrtils de Somàlia entre el Shabeelle i el Jubba.